# Соливерес, Тома
Тома Соливерес (род. 11 июля 1990) — французский актёр театра и кино.

## Биография
Тома Соливерес родился и рос в Париже, и с раннего возраста начал играть в театре. Начинал театральную карьеру в основанном в 1866 году Театре Антуан-Симон-Берью, где, в частности, играл в паре с актрисой Лин Рено в пьесе «Гарольд и Мод»  (в России известна благодаря американской экранизации). В 2016 году играл в театре де Белье-паризьенс (Théâtre des Béliers parisiens).
Кинокарьера Соливереса стартовала относительно поздно, но исключительно удачно. В 2011 году он снялся в роли второго плана в фильме «1+1», который обрёл огромную популярность у зрителей всего мира. После этого Тома Соливереса стали охотно приглашать в различные проекты в кино и на телевидении. На начало 2017 года актёр снялся в 12 проектах. Среди них комедии  «Выпускной экзамен», «Дядя Шарль», «Студентка и месье Анри», «Анж и Габриель». В 2017 году вышло ещё три фильма с участием актёра.
Тома Соливерес регулярно даёт интервью французской прессе, включая такие издания, как le Figaro и Théâtral Magazine, а также другим изданиям.

## Личная информация
В интервью Соливерес рассказывает о себе, что его любимое место в Париже - канал Сен-Мартен, а среди любимых блюд - классические бургеры с чеддером и картошкой фри. Что касается пристрастий в литературе, то, по его словам, в юности его очень впечатлила и расстроила книга «Последний день приговорённого к смерти» Виктора Гюго, а позже заинтересовали пьесы Ануя и Мольера, в которых ему довелось играть.

## Фильмография
| Награды и номинации | Награды и номинации           | Награды и номинации                 | Награды и номинации        | Награды и номинации | Награды и номинации |
| Год                 | Название                      | Оригинальное название               | Роль                       | Примечания          |                     |
| ------------------- | ----------------------------- | ----------------------------------- | -------------------------- | ------------------- | ------------------- |
| 2009                | Семейная сцена                | Scènes de ménages                   | Эрик                       | Сериал              |                     |
| 2011                | 1+1                           | Intouchables                        | Бастьен                    |                     |                     |
| 2012                | Времена любви                 | Climats                             | -                          |                     |                     |
| 2012                | Дядя Шарль                    | L'oncle Charles                     | Кевин                      |                     |                     |
| 2013                | Круиз                         | La croisière                        | Мариус                     | Сериал              |                     |
| 2014                | Холостяки в отрыве            | Les gamins                          | Огюстин, он же Абделькадер |                     |                     |
| 2014                | Я дышу                        | Respire                             | Гастин                     |                     |                     |
| 2014                | Выпускной экзамен             | À toute épreuve                     | Грег                       |                     |                     |
| 2015                | Гориллы                       | Les gorilles                        | Гастон                     |                     |                     |
| 2015                | Турнир                        | Le tournoi                          | Мэттью                     |                     |                     |
| 2015                | Студентка и месье Анри        | L'étudiante et Monsieur Henri       | Мэттью                     |                     |                     |
| 2015                | Анж и Габриэль                | Ange et Gabrielle                   | Симон                      |                     |                     |
| 2016                | Вечер пятницы                 | Friday Night                        | Антуан                     | Короткометражка     |                     |
| 2017                | Мой цыпленок                  | Mon poussin                         | Винсент Пелетье            |                     |                     |
| 2017                | -                             | Sales gosses                        | Алекс                      |                     |                     |
| 2017                | Бездна                        | Plonger                             | Молодой художник           |                     |                     |
| 2018                | -                             | Les aventures de Spirou et Fantasio | Spirou                     |                     |                     |
| 2019                | Сирано. Успеть до премьеры    | Edmond                              | Эдмон Ростан               |                     |                     |
| 2021                | Приключения молодого Вольтера | Les Aventures du jeune Voltaire     | Вольтер                    | Сериал              |                     |
| 2023                | Спуск в бездну                | Gueules noires                      | Луи                        |                     |                     |